# Сеті-Педраш
Се́ті-Педра́ш (порт. Ilhéus Sete Pedras) — група морських скель у складі Сан-Томе і Принсіпі. Адміністративно відносяться до округу Кауї.
Скелі розташовані за 4,8 км на південний схід від південно-східного берега острова Сан-Томе. Група складається з однієї великої, 4 більших та 11 дрібних скель, розкиданих на території розмірами 690×440 м.